# Saint-Loup-Géanges
Saint-Loup-Géanges – miejscowość i gmina we Francji, w regionie Burgundia-Franche-Comté, w departamencie Saona i Loara.
Według danych na rok 1990 gminę zamieszkiwało 708 osób, a gęstość zaludnienia wynosiła 37 osób/km² (wśród 2044 gmin Burgundii Saint-Loup-Géanges plasuje się na 337 miejscu pod względem liczby ludności, natomiast pod względem powierzchni na miejscu 479).